# Severiano de Heredia
Severiano de Heredia (8 de noviembre de 1836 - 9 de febrero de 1901) fue un político mulato de origen cubano, masón, republicano de izquierda, quien fue naturalizado como francés en 1870. Fue presidente del consejo municipal de París desde el 1 de agosto de 1879 hasta el 12 de febrero de 1880, lo que lo convirtió en el único nativo del continente americano en ocupar un puesto equivalente al de alcalde de París y el primer alcalde de ascendencia africana de una capital del mundo occidental.
En 1880, sucedió a Victor Hugo en la presidencia de la Asociación Filotécnica. Sirvió en la Cámara de Diputados de 1881 a 1889 y fue brevemente Ministro de Obras Públicas para el gabinete de Maurice Rouvier en 1887, momento en el que comenzó a construirse la Torre Eiffel; allí planeó y supervisó la construcción de algunas de las mejores carreteras francesas. Se cree que es primo del famoso poeta francés José María de Heredia.

## Biografía

### Vida personal
Severiano de Heredia nació en Matanzas, Cuba, de Henri de Heredia y de la mulata Beatriz Cárdenas. Según se informa, era el hijo natural de su padrino don Ignacio Heredia y Campuzano-Polanco casado con la francesa Madeleine Godefroy, quien lo adoptó y lo envió a Francia a la edad de 10 años para su educación, asistiendo al Liceo Louis-le-Grand en París. Eventualmente solicitó la ciudadanía francesa, que se le otorgó en virtud del Decreto Ministerial de 28 de septiembre de 1870.
Se casó en París el 3 de noviembre de 1868, Henriette Hanaire, con quien tuvo un hijo en 1869, Henri-Ignace, y una hija, Marcelle, en 1873. Su hijo murió en un accidente en Wimereux a la edad de doce años y fue enterrado en Cimetière des Batignolles el 4 de septiembre de 1882. Su hija estudió en la Escuela de Medicina de París, se convirtió en una notable neurofisióloga y formó un equipo con su esposo, el neurofisiólogo Louis Lapicque.

### Carrera política
Tras la muerte de su padrino en 1848, Severiano de Heredia heredó su riqueza y se embarcó en una carrera como poeta y crítico literario. En 1871, mientras asumía el papel de un conciliador, publicó un ensayo político titulado "Paix et plébiscite" en el que abogaba por un final democrático de la guerra franco-prusiana.
Ingresó a la política como un republicano radical y fue elegido en abril de 1873 para ser miembro del Ayuntamiento de París para los barrios de Ternes y Plaine-de-Monceaux. En 1879, fue elegido presidente del consejo municipal de París y, en agosto de 1881, miembro de la Cámara de Diputados, donde permaneció hasta que fue derrotado en la elección de 1889 por un opositor boulangista. El 30 de mayo de 1887, fue nombrado Ministro de Obras Públicas en el gobierno de Maurice Bouvier, hasta el 11 de diciembre de 1887. Al retirarse de la política, se dedicó a la historia de la literatura.
Severiano de Heredia también era un masón activo. Iniciado en 1866 en la logia "Étoile polaire" de París, se convirtió en  Gran Maestro de su logia, y luego diputado del Gran Oriente de Francia en 1875, y presidente del orfanato masónico. En este marco, Severiano de Heredia participó en el primer Congreso francés por los derechos de las mujeres en 1878, como representante francés del Comité de Iniciativas previsto, en el Gran Oriente Masónico.

### Legado
Severiano de Heredia era un progresista radical y libre pensador secular, que había luchado a favor de la escuela pública y la educación continua. Como un firme defensor de la separación de la iglesia y el estado, desempeñó un papel muy activo en la lucha por la educación gratuita, laica y obligatoria, la formación profesional y la creación de bibliotecas municipales. Como ecologista temprano, se dedicó a mejorar el automóvil eléctrico.

### Tributo
Severiano de Heredia murió de meningitis en su casa de París, el 9 de febrero de 1901. Aproximadamente ciento diez años después de su muerte, el historiador Paul Estrade no encontró ningún reconocimiento público remanente de su carrera en su biografía exhaustivamente investigada. La Mairie de Paris anunció en 2013 que una pasarela en el distrito 17 de París estará dedicada a De Heredia en nombre de la igualdad y la diversidad. En 2015, una pasarela frente a un nuevo edificio fue llamada rue Severiano de Heredia. En la ceremonia de nombramiento, el entonces alcalde de París, Anne Hidalgo, dijo:

El primer alcalde negro de París y luego el ministro de la República Francesa fue rechazado y relegado durante mucho tiempo entre los olvidados de la historia. Estamos aquí para salir de este olvido culpable.
Anne Hidalgo

## Obras
- L'appel au peuple : Paix ou guerre ? (1870)
- Faisons la paix (1871)
- Paix et plébiscite (1871)
- Société des écoles laïques... Appel aux habitants du 17e arrondissement (1873)